# Valerián Bystrický
Valerián Bystrický (22. dubna 1936 Ilava – 5. dubna 2017 Bratislava) byl slovenský historik, který se specializoval na slovenské dějiny první poloviny 20. století.

## Život
V roce 1959 absolvoval Filozofickou fakultu Univerzity Komenského v Bratislavě. Do roku 1962 pracoval v Považském muzeu a galérii v Žiline, poté krátce v Slovenském národním muzeu v Bratislavě. V letech 1962–1980 pracoval v Ústavu dějin evropských socialistických států Slovenské akademie věd. Od roku 1980 je zaměstnán v Historickém ústavu SAV. Zde působil od roku 1990 ve funkci zástupce ředitele a v letech 1998–2006 byl ředitelem ústavu. V roce 1967 získal titul kandidáta věd a v roce 1985 doktora věd.

## Publikace
- Bibliografia československé balkanistiky 1945–1965. Slovenská časť. Praha : 1966. 116 s.
- Európa na prelome. Diplomatické a politické vzťahy v rokoch 1932–1933. Bratislava : Pravda 1974. 436 s.
- Bălgarija i nejnite săsedi 1931- 1939. Političeski i doplomatičeski otnošenija. Sofia : Nauka i Izkustvo 1978. 307 s.
- Diplomatski razvoj u jugoistočnoj Evropi 1932–1934. Nastanak Balkanskog pakta. Radovi , roč. 11. Zagreb 1977–1978, s. 281–407.
- V spoločnom boji. Bratislava : Obzor 1978. 161 s.
- Dějiny československo-bulharských vztahů. (Kol.) Praha : 1980, s. 278–328, 337–352, 363–379.
- Kolektívna bezpečnosť alebo neutralita. Balkánske štáty a vytváranie záruk bezpečnosti v 30. rokoch. Bratislava : Veda 1981. 352 s.
- V Savmestna borba. Sofia 1982. 205 s.
- Čechoslovaški izvori za bălgarskata istorija. Zv. 1.–2. Sofia : Izdateľstvo na Bălgarskata akademia na naukite 1985, 1987, s. 407, 450.
- Češki i slovaški izvori za bălgarskata istorija. Zv. 3. Sofia : Izdateľstvo na Bălgarskata akademia na naukite 1994. 295 s.
- Slovensko v Československu 1918–1939. Bratislava : Veda 2004. 687 s. (Spoluautor Milan Zemko)
- Zahraničnopolitické súvislosti vzniku Slovenského štátu 14. marca 1939. Bratislava : Veda 2014. 464 s.